# モナ島
座標: 北緯18度5分10秒 西経67度53分23秒 / 北緯18.08611度 西経67.88972度
モナ島（モナとう、Isla de Mona）とはカリブ海のアメリカ領プエルトリコに属する島。プエルトリコ本島から西へ約87km、イスパニョーラ島との間のモナ海峡にある。
面積約52km2のほぼ無人島で半乾燥した亜熱帯気候で岩が多い島である。マングローブの森林も見られる。洞窟や石灰岩からなる高さ約61mの崖があり、島の最高峰は約30mである。
モナ島はプエルトリコのガラパゴス諸島とも呼ばれており、島は野生生物の宝庫である。イグアナや海亀、鳥類などが生息しており、1919年に自然保護区に指定された。以後、モナ島には人は住んでいない。1900年に政府が建設した灯台がある。
ほぼ無人島だが、コロンブスが島に到着する約2000年前に先住民のタイノ族が住んでいたと言う痕跡が今でも島で見られる。
1493年にクリストファー・コロンブスにより発見され、1508年にプエルトリコへ最初に入植したスペイン人ファン・ポンセ・デ・レオンもモナ島に到着している。1511年モナ島はコロンブスの兄弟バルトロメオに譲られたが、海賊がモナ島に来るようになり海賊の避難所になっていた。1848年から約1927年までモナ島の洞窟にあるグアノ採集のため人が住んでいた。